# Hennie Stamsnijder

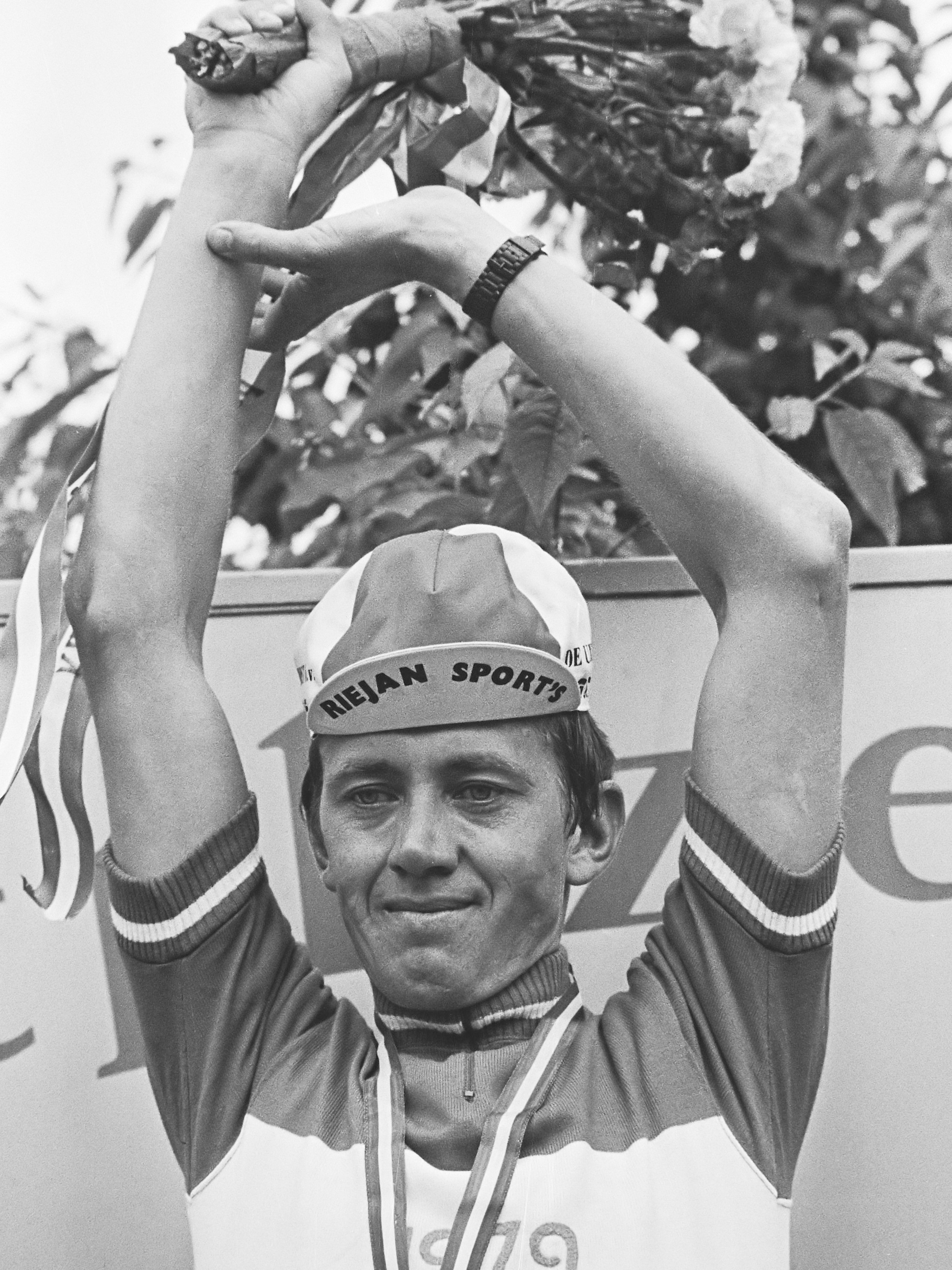
Hennie Stamsnijder 1979

Hendrikus „Hennie“ Johannes Maria Stamsnijder (* 21. Juli 1954 in Enter) ist ein ehemaliger niederländischer Radsportler und Weltmeister.
Hennie Stamsnijder war ein Allrounder, der Rennen auf der Straße wie auf der Bahn fuhr, aber am erfolgreichsten bei Querfeldein-Rennen (Cyclocross) war. 1975 wurde er Militärweltmeister im Querfeldein-Rennen. 1977 wurde er Dritter der niederländischen Meisterschaft im Tandemrennen, gemeinsam mit Gerrie Slot, 1978 nationaler Vizemeister im Punktefahren. 1979 wurde er niederländischer Amateur-Meister im Straßenrennen. Anschließend trat er zu den Profis über und errang den Titel des Vize-Weltmeisters im Cyclocross. Im Jahr darauf wurde er Dritter der Weltmeisterschaft im Cyclocross, startete aber ebenso bei der Tour de France. Allerdings war er dort weniger erfolgreich, 1980 schied er aus und 1981 belegte er Platz 80.
1981 wurde Stamsnijder als erster Niederländer Cyclocross-Weltmeister und startete ein zweites und letztes Mal bei der Tour. 1982 belegte er bei der Querfeldein-WM den dritten, 1984 den zweiten und 1986 nochmals den dritten Platz. Er errang zahlreiche weitere Siege bei Cyclocross-Rennen, und 1983 wurde er nochmals niederländischer Vize-Weltmeister im Punktefahren. Insgesamt viermal gewann er die Rennserie Superprestige Cyclocross. 1989 trat er vom aktiven Radsport zurück.
Im Jahr seines Weltmeisterschaftssieges, 1981, wurde Hennie Stamsnijder „Sportler des Jahres“ in den Niederlanden. Nach seinem Rücktritt arbeitete er als niederländischer Nationaltrainer des Querfeldein-Teams. Anschließend war er für die Firma Shimano tätig. Er ist der Vater des Radrennfahrers Tom Stamsnijder.